# 田中舘洸
田中舘 洸（たなかだて こう、1991年9月13日 - ）は、岩手県二戸市出身のバスケットボール選手である。ポジションはシューティングガード。2014-15シーズン、bjリーグの岩手ビッグブルズに所属した。
二戸市立福岡中学校から盛岡市立高等学校を経て岩手大学へ進学。3年時、4年時には東北大学バスケットボールリーグ1部得点王を獲得。
大学卒業後、岩手ビッグブルズに練習生としてチームに加わり、練習とアルバイトの生活の中で選手契約を目指した。bjリーグ 2014-15シーズン途中の2015年2月に選手契約を結び、2月21日の仙台89ERS戦で初出場を果たした。このシーズン、田中舘はレギュラーシーズン8試合に出場し、1試合平均の出場時間は3.1分で、同2.9得点を記録した。シーズン終了後、チームは田中舘との契約を更新せず、田中舘は退団した。退団後はプロ選手としての生活から離れ、母校である盛岡市立高校に講師として戻りバスケットボール指導者を目指す一方、地元岩手で行われた第71回国民体育大会にも選手として出場した。